# Sibirska pot
Sibirska pot (Сибирский тракт, Sibirsky trakt), tudi Moskovska pot (Московский тракт, Moskovsky trakt) in Velika pot (Bolshoi trakt, Большой тракт),  je bila stara vojaška in trgovska pot, ki je povezovala evropsko Rusijo, vodila preko Sibirije in Vladivostoku dosegla Tihi ocean ter se kasneje odcepila čez Mongolijo v Kalgan na Kitajsko. Včasih so ji enostavno rekli Čajna pot. 
Gradnjo ceste je odredil ruski car dva meseca po sklenitvi pogodbe Nerčinsk, 22. novembra 1689. Po razjasnitvi spornih vprašanj, so se starejše trgovske poti za trgovino s čajem, dodatno preusmerile na sever. Vendar se je Sibirska pot začela graditi šele leta 1730 in do sredine 19. stoletja še ni bila končana. Pred tem se je sibirski promet odvijal predvsem po rekah preko sibirskih rečnih poti. Prvi ruski naseljenci so prišli v Sibirijo po plovni poti Čerdinj (Чердынская дорога), ki se je začela zahodno od Urala. Leta 1597 je precej krajšo pot po kopnem odkril Artemy Babinov, nakar se Čerdinjina pot ni več uporabljala. Mesto Verkhoturye (Верхоту́рье) na Uralu je bila najbolj vzhodna točka Babinove ceste.
Sibirska pot je bila znana tudi kot Čajna pot, zaradi velikih količin čaja, ki so bile prepeljane iz Kitajske v Evropo preko Sibirije. Charles Wenyon, ki jo je prečkal leta 1893 je zapisal: »najboljši čaj, proizveden na Kitajskem, gre v Rusijo«.  Leta 1915 je Kitajska izvozila preko Sibirije 70.297 ton čaja, kar je predstavljalo 65 % celotnega izvoza čaja. Pot so poimenovali Ruska karavanska mešanica čaja. 
Prenašali so ga predvsem v obliki velikih težkih paketov, ki so omogočali kamelam prenos velikih količin na bolj strnjen način in bi jih lahko posredovali tudi kot denarno enoto. Iz Kjakhta so čaj peljali na sejem v Irbit za nadaljnjo preprodajo. Druga priljubljena kitajska uvozna točka je bila posušena korenina rabarbare, ki je bila prodana zahodno od St. Petersburga »za petnajst-kratnik, kot je stala v Kjakhtu«.
Še danes trase več glavnih cest v Sibiriji sledijo bolj ali manj blizu stari Sibirski poti. Tudi vpadnice v večja mesta nosijo uradno ali pogovorno ime, ki je spomin nanjo (Irkutsk trakta, Moskva trakta, itd.).

## Potek
Sibirska pot se je začela v Moskvi kot Vladimirova cesta (tudi Vladimirka ali kazenska cesta, ker so po njej vozili kaznjence v Sibirijo), ki je tekla do Vladimira in v Nižni Novgorod. Sibirska pot je naprej tekla skozi Murom, Kozmodemjansk, Kazan, Perm, Kungur, Jekaterinburg, Tjumen, Tobolsk, Tara, Kainsk (danes Kujbišev) do Kolivan, kjer je prečkala reko Ob. Po 1611 km je dosegla Tomsk in nadaljevala v Marinsk, Ačinsk, Krasnojarsk, Kansk Nišneudinsk do Irkutska (1663 km).
Po prečkanju Bajkalskega jezera se je cesta razcepila v bližini Werhne-Udinsk (danes Ulan Ude). Ena veja je tekla še naprej proti vzhodu preko Čita, Sretenska, nato pa naprej na Šilka in Amur Blagoveščensk, Habarovka (današnji Habarovsk), pa Nikolajevsk ali Habarovka na Usuri in Sungari do Vladivostoka. Skupna razdalja od Tjumena do Vladivostoka je bila po tej poti 7793 km.
Drugi krak je tekel na jug do mejnega prehoda z Kjakhta, kjer se je povezal s karavano kamel, ki je prečkala mejo z Mongolijo, proti Kitajskemu zidu, so vrat Kalgana. 
V začetku 19. stoletja se je zgradila nova cesta nekoliko južneje. Iz Tjumena se je nadaljevala skozi Jalutorovsk, Išim, Omsk, Tomsk, Ahinsk in Krasnojarsk, preden se je ponovno združila s starejšo cesto v Irkutsku. V Omsku se je srečala z cesto iz Orenburga, Akmolinska (zdaj kazahstansko glavno mesto Astana) in Semipalatinska, medtem ko šla iz Tomska do Barnaula. V Krasnojarsku se je odcepil krak v Jenisejsk in Minusinsk.

## Pomen
Sibirska pot je bila pomembna za kolonizacijo Sibirije in razvoj kmetijstva in surovin, ki so za Rusijo velikega pomena. Bila je prva sodobna cesta za prevoz na dolge razdalje, kar je omogočilo neprekinjeno povezavo vzhod-zahod preko velikega dela Rusije. Njen pomen kot glavne prometne smeri Sibirije se je zaključil z izgradnjo Transsibirske železnice leta 1905.

## Spomin na poti
Sibirska pot je imela velik vpliv na razvoj mest, preko katerih je potekala, kot tudi na razvoj Sibiriji kot celote. 
- Kazan ima ulico Sibirska cesta - in pelje ven iz mesta proti Arsku.
- Kungur ima ulico Sibirska cesta - in pelje ven iz mesta proti Jekaterinburgu.
- Jekaterinburg ima tudi ulice Sibirska cesta in Moskovska cesta, Novo-moskovska cesta, ki  vse vodijo izven mesta.
- Tjumen ima ulico Moskovska cesta - Stara Tobolska cesta.
- V Tomsku je Sibirska cesta še vedno ohranjena v imenu dveh ulica - Irkutska cesta, vzhodno in Moskovska cest na jugozahodu, na mestu nekdanjega križišča stoji zdaj most čez Tom.
- V regiji Omsk je ohranjenih več lokacij Sibirske ceste v svoji prvotni obliki (Sekmenevo, Novologinovo, Zudilovo, Orlov, Radišhevo, Kušaili, Uki - Stanovska in druge), ki so danes zgodovinski spomeniki lokalnega pomena.
- V vasi Дебёсы Удмуртской je "Muzej sibirske ceste". Ustanovljen je bil leta 1991 v stavbi vojašnice. Namen muzeja je poustvariti in prikazati zgodovino velike trgovine, pošte in smeri Sibirske ceste v 18. in 19. stoletju
- V vasi Uki v regiji Omsk deluje "Muzej Moskovsko-Sibirske ceste", kot tudi vodeni ogledi ceste. Danes je to edini muzej onkraj Urala v Rusiji, posvečen zgodovini omenjene ceste. Muzej hrani edinstvene eksponate, ki razkrivajo strani o zgodovini poselitve in razvoja Omska in Irtiša.
- V Krasnojarsku se zahodna smer zvezne Sibirske avtoceste imenuje po cesti v Moskvo, vendar se v zadnjih desetletjih ime manj uporablja.
- Vas Karadugan Baltasinski, okrožje Tatarstan, je tudi "Muzej Sibirske ceste." Eksponate  so zbrali lokalni prebivalci.